# 飛田穂洲

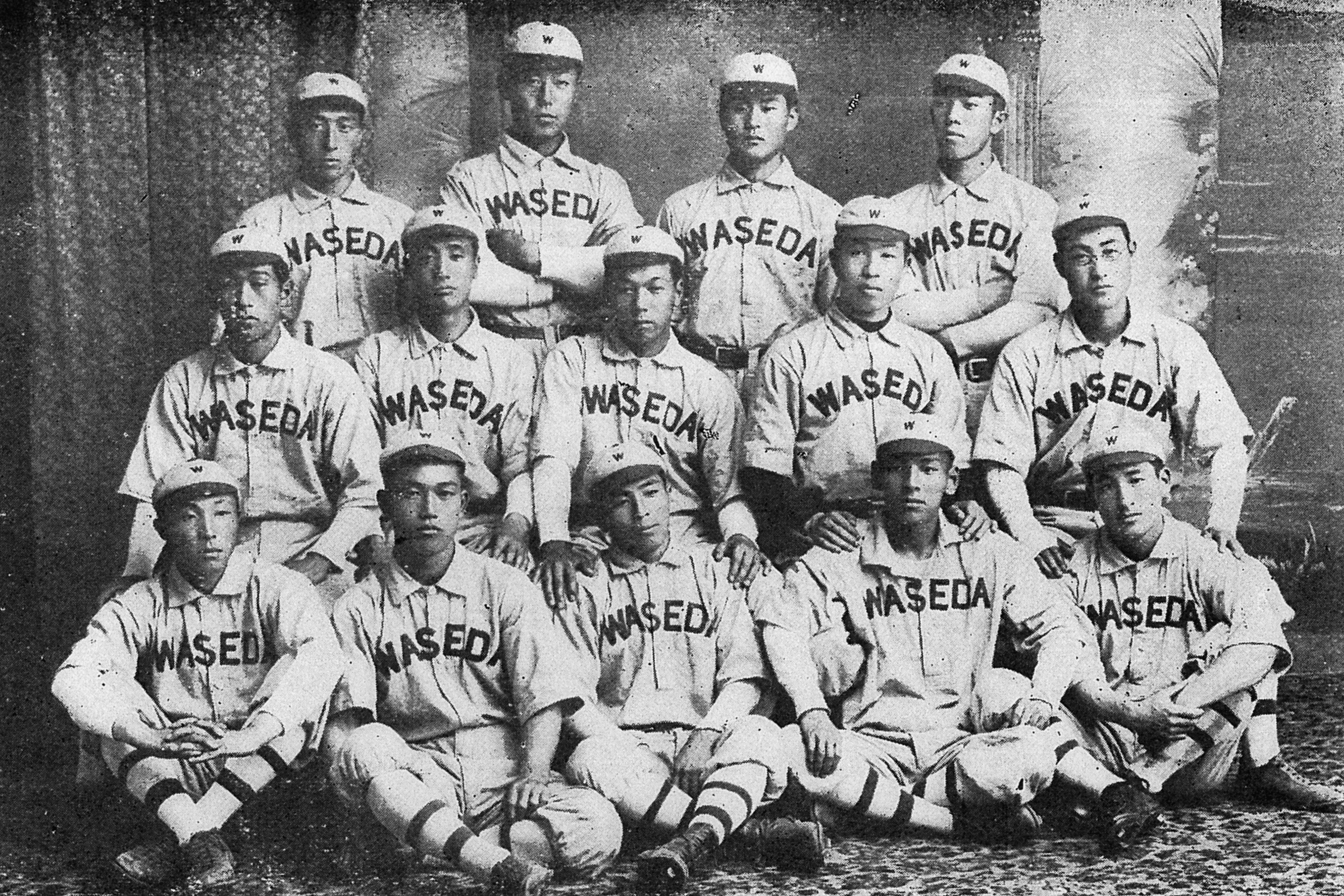
1910年の早大野球部（中列右から2人目が飛田穂洲）

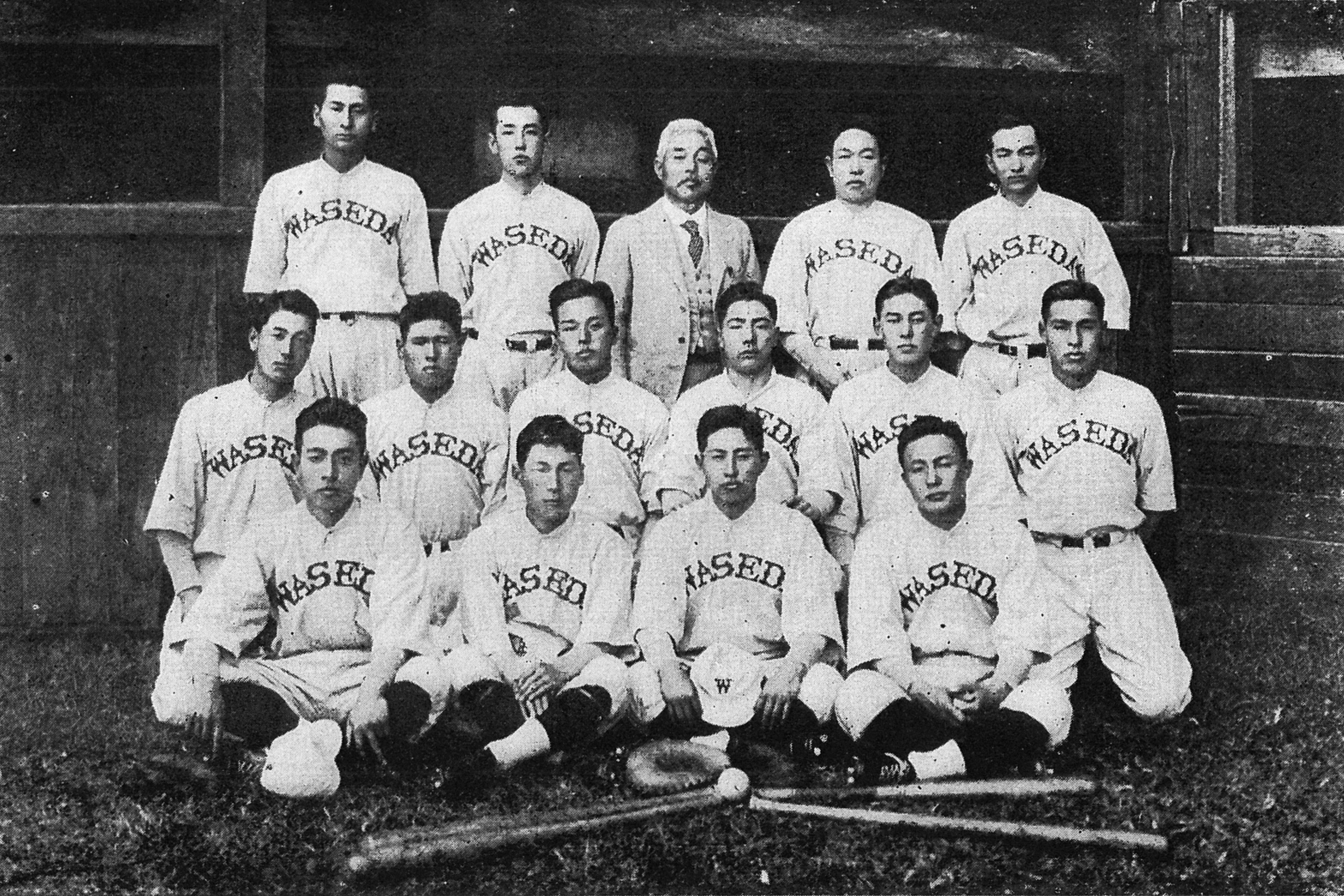
1921年の早大野球部（後列右から2人目が飛田穂洲、左隣に安部磯雄）

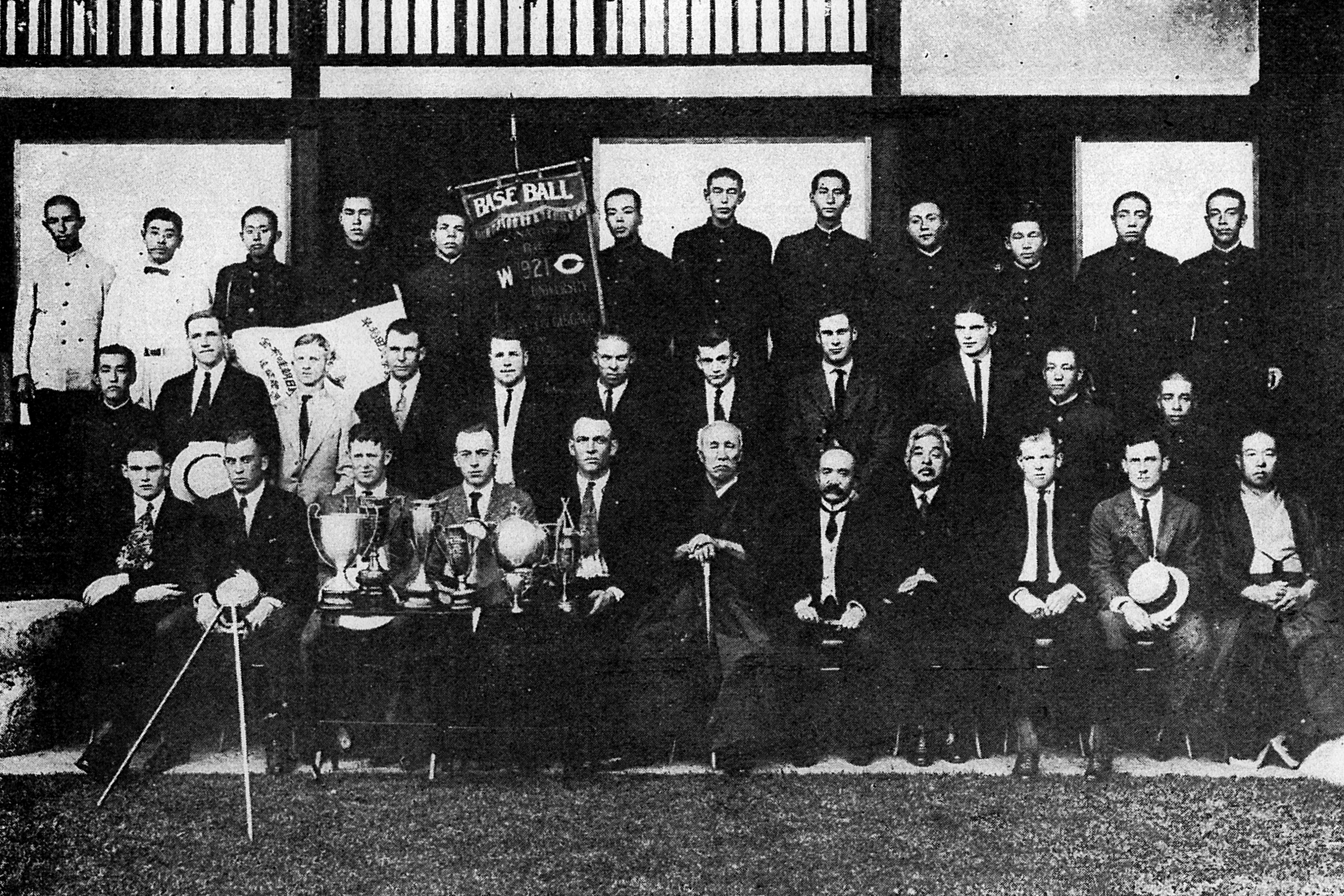
大隈邸を訪れた米国ワシントン大学野球チームとの記念写真（1921年秋、前列右から飛田穂洲、2人はさんで安部磯雄、塩沢昌貞、大隈重信）

飛田 穂洲（とびた すいしゅう、1886年〈明治19年〉12月1日 - 1965年〈昭和40年〉1月26日）は、茨城県出身の野球選手（内野手）、学生野球指導者、野球評論家、編集者、新聞記者。本名は飛田 忠順（とびた ただより、とびた ちゅうじゅん）。
日本の学生野球の発展に多大な貢献をしたことから、学生野球の父と呼ばれる。

## 経歴
茨城県東茨城郡大場村（現在の水戸市）出身。父親は、大場村初代村長でもある豪農であった。水戸中学校（現在の水戸第一高等学校）卒業後、1907年（明治40年）に父親の反対を押し切って早稲田大学専門部法学科に進学、野球部に入部する。この時、保証人になったのが小説家の押川春浪であり、下宿で同室であったのが針重敬喜であった。押川春浪も弟の押川清（早稲田大学野球部3代目主将）とともに仙台で野球を知り、兄弟そろって子どもの頃からの野球好きであった。
野球部では二塁手としてプレー、5代目主将にも選ばれた。しかし1910年（明治43年）、来日したシカゴ大学に大差で6戦全敗。この責任を取り引退、コーチ役となる。翌年には、野球部のアメリカ遠征を巡っての内紛から一時早稲田をやめ、明治大学へ転校するが、後に復学した。この頃、在学のまま報知新聞で記者を務めている。
1913年（大正2年）、大学を卒業し、押川春浪の創設した武侠世界社へ針重敬喜と共に入社。雑誌『武侠世界』の編集者となる。この頃の押川は体調が悪化していたため、飛田と針重の二人が実質的な編集長であった。その後、読売新聞社に勤務するも、1919年（大正8年）12月から1925年（大正14年）まで早大野球部の初代監督（専任コーチ）を務めた。収入減による生活難を承知で、また当時は社会的地位もないに等しい監督に自ら立候補したのは、シカゴ大への雪辱の思いが絶ち切り難かったからであると言われている。監督としての飛田は厳しい練習を選手に課すなかで「早大野球部の黄金期」と呼ばれる一時代を築いた。また、1918年（大正7年）に築地から池袋へ移転した立教大学野球部のコーチとして指導も行い、1921年（大正10年）に立教の四大学野球連盟（東京六大学野球連盟の前身）への加入にも尽力した。早稲田大学野球部は1925年秋季東京六大学野球リーグ戦で優勝、19年ぶりに再開した早慶戦に勝利し同年来日したシカゴ大にも勝ち越して雪辱を果たしたことから監督を勇退。早大在籍中に開発したスコアブックのつけ方は後に早稲田式（「ワセダ式」とも）と呼ばれ、現在これに改良を加えられたものが一般に用いられている（参考：直木松太郎の開発した慶應式）。
その間、報知新聞社や読売新聞社で評論や随筆の執筆活動も行うようになり、1926年（大正15年）に朝日新聞社へ入社以降は飛田 穂洲の筆名（文芸活動を行なう際に穂洲の筆名は以前から使用していたが、穂州〔ほしゅう〕と穂洲〔すいしゅう〕を使い分けていたらしい）で中等学校野球（現在の高校野球）や大学野球の評論を行なうと共に、東京六大学野球連盟理事・公式記録員、早稲田大学野球部顧問として学生野球の普及・発展に尽力した。ちなみに「穂洲」の名前は中学時代の国語の先生が「お前の苗字にもふさわしいし、穂は水（水戸）にも通ずる」としてつけたもので、「何の意味もない」という（1910年（明治43年）、ハワイ遠征から帰国した野球部を大隈重信が歓迎の宴会に招待したことがあったが、その時に飛田が豪農の息子なので大隈が付けたという異説もある。）。
1932年（昭和7年）には安部磯雄らとともに野球統制臨時委員に就任し、同年発令の文部省訓令「野球ノ統制並施行ニ関スル件」（「野球統制令」）の作成に関わった。しかし、文部省の学生野球統制が強まるにつれ、穂洲は「野球統制令」や文部省に対して批判的な立場をとるようになっていった。日中戦争の開戦とともに強まる野球への批判にたいして、「欧米のものを排撃するなら、日本の軍隊は鎧兜に身を堅め、槍なぎなたをつかうのか」（1938年（昭和13年）「スポーツ私論」）、と野球を擁護する論陣を張った。
しかし、太平洋戦争がはじまると、野球に対する社会の批判は一層強まり、また、戦局が悪化や物資が不足していくなかで学生野球の活動は次第に減少していった。
1943年（昭和18年）3月、文部省は戦場ですぐ役立つ体力作りを主眼においた「戦時学徒体育訓練実施要綱」を制定。野球禁止の方針が明らかとなったとき、穂洲は藤田信男（法政大学野球部前監督、当時飛田とともに東京大学野球連盟理事）、直木松太郎（当時同連盟理事）らとともに、小泉信三慶應義塾大学塾長にはたらきかけ、野球存続の運動をするも、方針が転換することはなかった。1943年10月、文科系大学生の徴兵猶予廃止の方針が決定すると、最後の早慶戦の実現に奔走した。「学徒体育訓練実施要綱」発令後、他大学の野球部が続々と解散していくなかで、早大野球部は最後まで練習を続け、軍部や文部省の野球弾圧に屈せず母校野球部を守り抜いた。
戦後は1946年（昭和21年）の日本学生野球協会の創設や「学生野球基準要綱」（のちの「日本学生野球憲章」）作成に尽力し、日本学生野球協会審査員にも就任しているほか、郷里の大場村で村長にも就任している。GHQ将校のポール・ラッシュ（元立教大学教授）が戦争で中断していた夏の甲子園大会を終戦翌年に復活開催させた時には、主催となった朝日新聞社側で同僚の山下勝（立教大学野球部OB）とともにラッシュを支え、大会の復活に尽力した。
1956年（昭和31年）に毎日スポーツ賞、1957年（昭和32年）に紫綬褒章、1958年（昭和33年）に朝日文化賞を受賞。1960年（昭和35年）にアマチュア野球界から河野安通志と共に特別表彰で野球殿堂入りを果たすが、1965年（昭和40年）1月26日、心筋梗塞のため茨城県東茨城郡常澄村（現在の水戸市）の自宅で死去。享年78。同月31日に青山葬儀所で学生野球葬が行われた。戒名は止観院熱球穂洲清居士。墓所は水戸市東光寺。1964年（昭和39年）に早稲田大学野球部が監督の交代を巡り内紛にあったなか、同郷の石井藤吉郎を監督に招聘したのが、母校に対する最後の“奉公”となった。
1926年から死の前年まで（第12回夏大会から第46回夏大会まで）甲子園球場で高校野球の観戦を毎年続け、試合評を欠かすことはなかった。
実子・忠英は東大野球部主将を務めた。又妹いゑは河野安通志の妻となった。

## 一球入魂
一球入魂（いっきゅうにゅうこん）は、野球に取り組む姿勢を穂洲が表した言葉である。
西洋伝来のスポーツであるベースボールを、穂洲は日本発祥の武道に通じる「野球道」と捉え、試合よりも練習に取り組む姿勢を重要視し、学生野球は教育の一環であると説いた。また、試合でいかなる状況においても実力を発揮しうるために、練習では常に最善をつくすべしという「練習常善」の言葉を作り、過酷な猛練習の末に真の実力が備わると説いた。こうした考えの背景には早慶の台頭前に全盛期を誇っていた一高の存在（晴雨寒暑にかかわらず、あたかも修行のごとき厳しい練習をしていた）と、「知識は学問から、人格はスポーツから」と説いていた早大野球部長安部磯雄の影響が大きい。穂洲の評論は日本の野球指導者・ジャーナリストたちの間で長い間教本として扱われた。そのため、穂洲は日本の精神野球の源ともいえる。
穂洲は早大監督を辞任した後も新聞記者として自らの主張を訴え、また母校の後輩たちにことある毎に訓示を行ってきた。特に早慶戦前は選手たちを前にその歴史と心構えを長時間滔々と述べ、決戦の重みを訴え続けた。
彼の教えは、野球技術（プレーだけでなく選手の体格・力量、トレーニング理論なども）が進化した現代においては古い時代の精神論として軽視、ときには敵視される事が多い。しかし練習でできないことは試合ではできない、といった考えや目の前の一球の大切さを説く穂洲の主張は決して色あせてはおらず、プロからアマに至るあらゆる野球チームの中に息づいている。早大野球部においては石井連藏を経て孫弟子野村徹へと引き継がれている。

## 記念碑
水戸市三の丸の水戸城跡に水戸第一高等学校（水戸一高）の校舎とグラウンドがあり、飛田穂洲と石井連藏の記念碑が建てられている。
水戸一高のグラウンドを見下ろせる地に建立された穂洲の胸像の側に「飛田穂洲先生を偲ぶ」と題されたサトウハチローの詩碑が置かれ、ひとつのものを貫き、ひたむきにそれと取り組む姿勢を賛美する詩が刻まれている。飛田の像は、かつて主戦場としていた戸塚球場跡にもあり、安部磯雄の傍らに寄り添うようにして建っている。

## 著書

### 単著
- 『早稲田大学野球部史』明善社、1925年3月。 NCID BA43962682。全国書誌番号:43049806。
- 『最新野球規則詳解 附スコア記入法』忠文堂書店、1925年4月。 NCID BB02395192。全国書誌番号:43049821。
- 『ベースボール 攻撃篇』実業之日本社、1927年10月。 NCID BN11349758。全国書誌番号:47020124。
- 『ベースボール 内野篇』実業之日本社、1928年5月。 NCID BN11349758。全国書誌番号:47020125。
- 『ベースボール 外野及び練習篇』実業之日本社、1928年7月。 NCID BN11349758。全国書誌番号:47020733。
- 『野球生活の思ひ出』朝日新聞社、1928年8月。 NCID BA43699372。全国書誌番号:47029005。
- 『野球人国記』誠文堂、1931年6月。 NCID BA37193754。全国書誌番号:47029002。
- 『熱球三十年』中央公論社、1934年4月。 NCID BN02998272。全国書誌番号:47015584。
- 『中等野球読本』スポーツ良書刊行会、1935年3月。 NCID BB02420132。全国書誌番号:47009457。
- 『野球清談』東海出版社、1940年10月。 NCID BA49752398。全国書誌番号:46074574。
- 『日本の野球』中央公論社〈ともだち文庫 4〉、1941年7月。 NCID BN07226845。全国書誌番号:84090317。
- 『名選手の面影』恒文社〈新スポーツ叢書 3〉、1946年4月。 NCID BB23174690。
- 『選手篇 野球生活五十年』双山社、1947年10月。 NCID BA3978139X。
- 『野球道』話社、1948年3月。 NCID BA43872513。全国書誌番号:46023825 全国書誌番号:48004482。
- 『球道半世記』博友社、1951年8月。 NCID BA32630680。全国書誌番号:51007013。
- 『正しい野球』伊丹安広編、日本少年野球協会、1956年3月。 NCID BA3005505X。全国書誌番号:56007015。
- 『ベースボール 内野篇』恒文社、1948年7月。 NCID BA4386928X。全国書誌番号:46023822。
- 『ベースボール 外野・練習・攻撃篇』恒文社、1948年7月。全国書誌番号:48010897。
- 『飛田穂洲の高校野球入門 攻撃編・練習編』ベースボール・マガジン社、1972年6月。 NCID BN04447768。全国書誌番号:71019351。
- 『飛田穂洲の高校野球入門 守備編』ベースボール・マガジン社、1972年6月。 NCID BN04447768。全国書誌番号:71019352。
- 『学生野球とはなにか』恒文社、1974年7月。 NCID BN03578873。全国書誌番号:71015540。
- 『熱球三十年 草創期の日本野球史』中央公論社〈中公文庫〉、1976年8月。 NCID BN09887666。全国書誌番号:75082242。
  - 『熱球三十年 草創期の日本野球史』（改版）中央公論新社〈中公文庫〉、2005年8月。ISBN 9784122045767。 NCID BA76895671。全国書誌番号:20892974。

### 編集
- 『早稲田大学野球部五十年史』早稲田大学野球部、1950年3月。 NCID BN07412839。全国書誌番号:71009487。

### 共著
- 飛田忠順、小出秀世『最新野球実際の知識』創生堂、1931年5月。 NCID BB02402899。全国書誌番号:46090185。

### 共編
- 飛田穂洲・豊島与志雄編輯 編『スポーツと冒険物語』新潮社〈日本少国民文庫 11〉、1936年8月。 NCID BN06220468。全国書誌番号:20483369。
- 飛田穂洲・豊島与志雄編輯 編『武道・運動・冒険物語』新潮社〈改訂 日本少国民文庫 11〉、1943年2月。 NCID BA52306765。全国書誌番号:20483369。

### 選集
1959-1960年刊
- 『野球生活の思い出』飛田穂洲選集刊行会・ベースボールマガジン社〈飛田穂洲選集 第1巻〉、1960年3月。 NCID BN15584840。全国書誌番号:54003683。
- 『熱球三十年』飛田穂洲選集刊行会・ベースボールマガジン社〈飛田穂洲選集 第2巻〉、1959年11月。 NCID BN15585333。全国書誌番号:54003684。
- 『野球記者時代』飛田穂洲選集刊行会・ベースボールマガジン社〈飛田穂洲選集 第3巻〉、1960年5月。 NCID BN15585526。全国書誌番号:54003685。
- 『ベースボール 攻撃編練習編』飛田穂洲選集刊行会・ベースボールマガジン社〈飛田穂洲選集 第4巻〉、1959年12月。 NCID BN15586416。全国書誌番号:54003686。
- 『ベースボール 守備編』飛田穂洲選集刊行会・ベースボールマガジン社〈飛田穂洲選集 第5巻〉、1960年2月。 NCID BN15586416。全国書誌番号:54003687。
- 『随筆と追想』飛田穂洲選集刊行会・ベースボールマガジン社〈飛田穂洲選集 第6巻〉、1960年5月。 NCID BN15585843。全国書誌番号:54003688。

新版・1986年刊
- 『野球生活の思い出』ベースボール・マガジン社〈飛田穂洲選集 第1巻〉、1986年12月。 NCID BN0280112X。全国書誌番号:87047273。
- 『熱球三十年』ベースボール・マガジン社〈飛田穂洲選集 第2巻〉、1986年12月。 NCID BN02801527。全国書誌番号:87047273。
- 『野球記者時代』ベースボール・マガジン社〈飛田穂洲選集 第3巻〉、1986年12月。 NCID BN02801593。全国書誌番号:87047273。
- 『野球読本』ベースボール・マガジン社〈飛田穂洲選集 第4巻〉、1986年12月。 NCID BN02801651。全国書誌番号:87047273。
- 『随筆と追想』ベースボール・マガジン社〈飛田穂洲選集 第5巻〉、1986年12月。 NCID BN02801731。全国書誌番号:87047273。
- 『回想の飛田穂洲先生』ベースボール・マガジン社〈飛田穂洲選集 別巻〉、1986年12月。 NCID BN02801786。全国書誌番号:87047273。

## 関連書籍
- 神門兼之『球聖飛田穂洲伝』柘植書房新社、2004年4月。ISBN 9784806805021。